# Kimberley Oden
Kimberley Yvette "Kim" Oden, född 6 maj 1964 i Birmingham i Alabama, är en amerikansk före detta volleyboll- och beachvolleyspelare.
Hon deltog med USA:s landslag vid OS 1988 och OS 1992. I bägge fallen var hon lagkapten.
Hon spelade som proffs i Italien, Kina, Brasilien och Turkiet. Under tiden 1993-1997 var hon även aktiv som professionell beachvolleyspelare. Efter sin spelarkarriär fortsatte hon som tränare och med att göra volleybollen mer inkluderande.
Kim var del av en syskonskara som spelade i landslaget. Systrarna Beverly Oden och Elaina Oden deltog vid OS 1992 och 1996.